# Enemigo mío (novela)
Enemigo mío es una novela perteneciente al género de ciencia ficción del escritor estadounidense Barry B. Longyear. Se publicó originalmente en la edición de septiembre de 1979 de la revista Science Fiction de Isaac Asimov. Más tarde, Longyear lo recopiló en el libro de 1980 Manifest Destiny. Se publicó una forma novedosa y más larga, basada en la película. También aparece en la antología de Longyear Los papeles enemigos (1998): esta versión fue etiquetada como "El corte del autor" y fue revisada significativamente.

## Argumento
Willis Davidge, un piloto de combate humano, está varado en un planeta hostil junto con Jeriba Shigan, un piloto de guerra Drac. Los dracs son una raza de extraterrestres que tienen apariencia de reptil y que se reproducen de forma asexual. 
Davidge y Jeriba Shigan, a quienes Davidge apoda "Jerry", inicialmente intentan matarse entre sí, pero rápidamente se dan cuenta de que la cooperación será la clave para su supervivencia.

## Premios y nominaciones
En 1980 ganó el premio Hugo de 1980 a la mejor novela y el premio Nebula de 1979 a la mejor novela.

## Adaptaciones
En 1985 fue producida como película de ciencia ficción por Twentieth Century Fox.